# 特雷托朗
特雷托朗（法語：Treytorrens）是瑞士联邦西部法语区的沃州下设的一个镇。在行政上属于布罗瓦-维利区管辖。特雷托朗的总面积为3.07平方公里。截至2010年底，总人口为114。